# Campeonato Catarinense de Futebol Feminino de 2019
O Campeonato Catarinense de Futebol Feminino de 2019 foi a 12ª edição do principal torneio catarinense entre clubes na categoria feminina. O Kindermann venceu os dois turnos e foi campeão sem necessidade de disputar a final geral, conforme regulamento. A competição de 2019 também indicou um clube para a disputa do Campeonato Brasileiro Feminino A-2 em 2020. Como o futebol feminino catarinense já conta com a participação do campeão Kindermann na elite do futebol feminino nacional, a vaga foi herdada pelo vice-campeão Napoli, que fez a melhor campanha na soma dos turnos.

## Regulamento
O Catarinense Feminino 2019 foi disputado em duas ou três fases: 1ª Fase – Turno, 2ª Fase – Returno e 3ª Fase – Finais. Na 1ª e na 2ª Fases, as quatro equipes jogaram entre si no sistema de pontos corridos, em jogos de ida e volta.
Ao final da 1ª Fase – Turno, a equipe com melhor campanha se classificou para a 3ª Fase – Finais, juntamente com a equipe campeã simbólica da 2ª Fase – Returno. Caso a mesma equipe conquistasse o título simbólico do turno e do returno, seria declarada campeã sem a necessidade de disputa da 3ª Fase – Finais.

## Participantes
| Equipe                            | Cidade   | Estádio                       | Títulos |
| --------------------------------- | -------- | ----------------------------- | ------- |
| Associação Chapecoense de Futebol | Chapecó  | C.T. da Chapecoense           | 0       |
| Criciúma Esporte Clube            | Criciúma | C.T. do Criciúma              | 0       |
| Sociedade Esportiva Kindermann    | Caçador  | Carlos Alberto da Costa Neves | 10      |
| Associação Atlética Napoli        | Caçador  | Carlos Alberto da Costa Neves | 0       |

## Turno
|  | Classificado para a final. |

## Returno
|  | Classificado para a final. |

## Premiação
| Campeonato Catarinense de Futebol Feminino de 2019 |
| -------------------------------------------------- |
| Kindermann Campeão (11.º título)                   |

## Artilharia
Atualizado em 25 de novembro de 2019.
| Gols | Jogador      | Time       |
| ---- | ------------ | ---------- |
| 8    | Érica        | Napoli     |
| 5    | Ana Caroline | Kindermann |
| 4    | Bruna        | Kindermann |